# Amintiri despre viitor
Amintiri despre viitor (Enigme nedezlegate ale trecutului) (în germană: Erinnerungen an die Zukunft (Ungelöste Rätsel der Vergangenheit)) este o carte scrisă de controversatul Erich von Däniken.
Cartea face o cercetare a întrebărilor neelucidate ale istoriei scrise și nescrise. Ea ridică problema unor monumente și obiecte care nu se încadrează în cronologia și istoria clasică, neputând fi realizate nici astăzi, cu toate performanțele stiinței și tehnologiei moderne. Existența și crearea lor este atribuită unor extratereștri care ar fi vizitat pământul la diferite date a istoriei lui.

## Realismul fantastic
Realismul fantastic este un curent de idei, situat la periferia lumii culturale, din anii 1960. El încearcă o explicație insolită, prezentată ca demers știiințific, a unor fenomene neelucidate de știința oficială. A fost promovat de revista franceză „Planète” și s-a preocupat de OZN-uri, alchimie, civilizații dispărute... În ciuda caracterului ei științific declarat, ea a făcut loc, în cele câteva zeci de numere ale ei, la numeroși autori de literatură științifico-fantastică.
Teme similare ale „realismului fantastic” au abordat și:
- Serge Hutin și Robert Charroux
- Paul Thomas și Peter Kolosimo
- A. Gorbovski și Aleksandr Kazanțev
- Louis Pauwels și Jacques Bergier („Le matin des magiciens”, 1960)
- Charles Fort („The Book of the Damned”, 1919)
- în România: Dan Apostol ("Terra - planeta vieții") ș.a.
- de-a lungul istoriei: Plinius cel Bătrân („Istoria naturală”) sau Julius Obsequens („Despre minuni”)

Däniken folosește cercetarea interdisciplinară pentru a încerca să găsească răspunsuri la o suită de enigme ale trecutului.

## Cuprinsul cărții (pe capitole)
1. Este oare locuit universul de ființe asemănătoare omului? E posibilă dezvoltarea organică în absența oxigenului? Apare viața într-un mediu abiotic?
2. Călătorie fantastică a unei nave spațiale prin cosmos. „Zeii” ne vizitează. Urme ce nu se șterg
3. Hărți vechi de 11.000 ani? Harta lui Piri Reis. Aerodromuri preistorice? Cel mai vechi oraș terestru. Când se topește roca? Potopul. Mitologia sumeriană. Oseminte stranii.
4. Întâmplări reale ce apar în biblie. Dumnezeu - tributar timpului? Chivotul legii străbătut de electricitate. Vehicule pentru orice mediu folosite de "zei" în pustiu. Potopul era planificat. De ce aveau nevoie "zeii" de anumite metale?
5. "Zeii" se împerecheau bucuros cu oamenii. Alte vehicule. Date despre forțele de accelerație. Prima relatare despre cele observate într-o navă cosmică.
6. Toți cronicarii aveau aceeași fantezie ciudată? Iar și iar "care cerești". Explozii nucleare în antichitate? Cum au fost descoperite unele planete dacă nu aveau telescop? Ciudatul calendar al stelei Sirius. În nord, nimic nou! Unde se află vechile cărți? Un mesaj pentru oamenii anului 6965. Ce ar rămâne din omenire după o distrugere totală?
7. Un ring de dans pentru uriași. Din ce trăiau vechii egipteni? Hufu - impostor? Misterul piramidelor. Menținerea vieții prin scăderea temperaturii cadavrelor. Creatori de modă preistorici. E sigură metoda de datare cu izotopul 14C?
8. Uriașii - abandonați pe Insula Paștelui? Cine a fost dumnezeul alb? Se cultiva bumbac dar incașii nu aveau război de țesut.
9. Orașe în junglă construite după calendar. Migrația unui popor sau excursie familiară? Un zeu lipsește la întâlnire! Mașini de calcul în antichitate. Observatoare astronomice maiașe.
10. Ce rațiune au călătoriile spațiale? Război sau călătorii spațiale? Ce sunt farfuriile zburătoare? Meteoritul Tungus - explozie nucleară? Phobos - satelitul artificial al planetei Marte?
11. Semnale radio în univers. Viteza gândului mai mare ca viteza luminii? Straniul caz Edgar Cayce. Ecuația Green-Bank. Reprezentanți de frunte ai exobiologiei. Ce probleme preocupă NASA? O convorbire cu Wernher von Braun.
12. Uzinele menite să gândească asigură viitorul. Vechilor profeți le-a fost mai ușor. Cercul se închide

## Titlul cărții în alte limbi
- bulgară: Колесницата на боговете
- engleză: Chariots of the Gods? Unsolved Mysteries of the Past
- franceză: Présence des extraterrestres
- italiană: Gli extraterrestri torneranno
- portugheză: Eram os Deuses Astronautas?
- spaniolă: Recuerdos del futuro
- turcă: Tanrıların Arabaları